# Ruta de Leloir

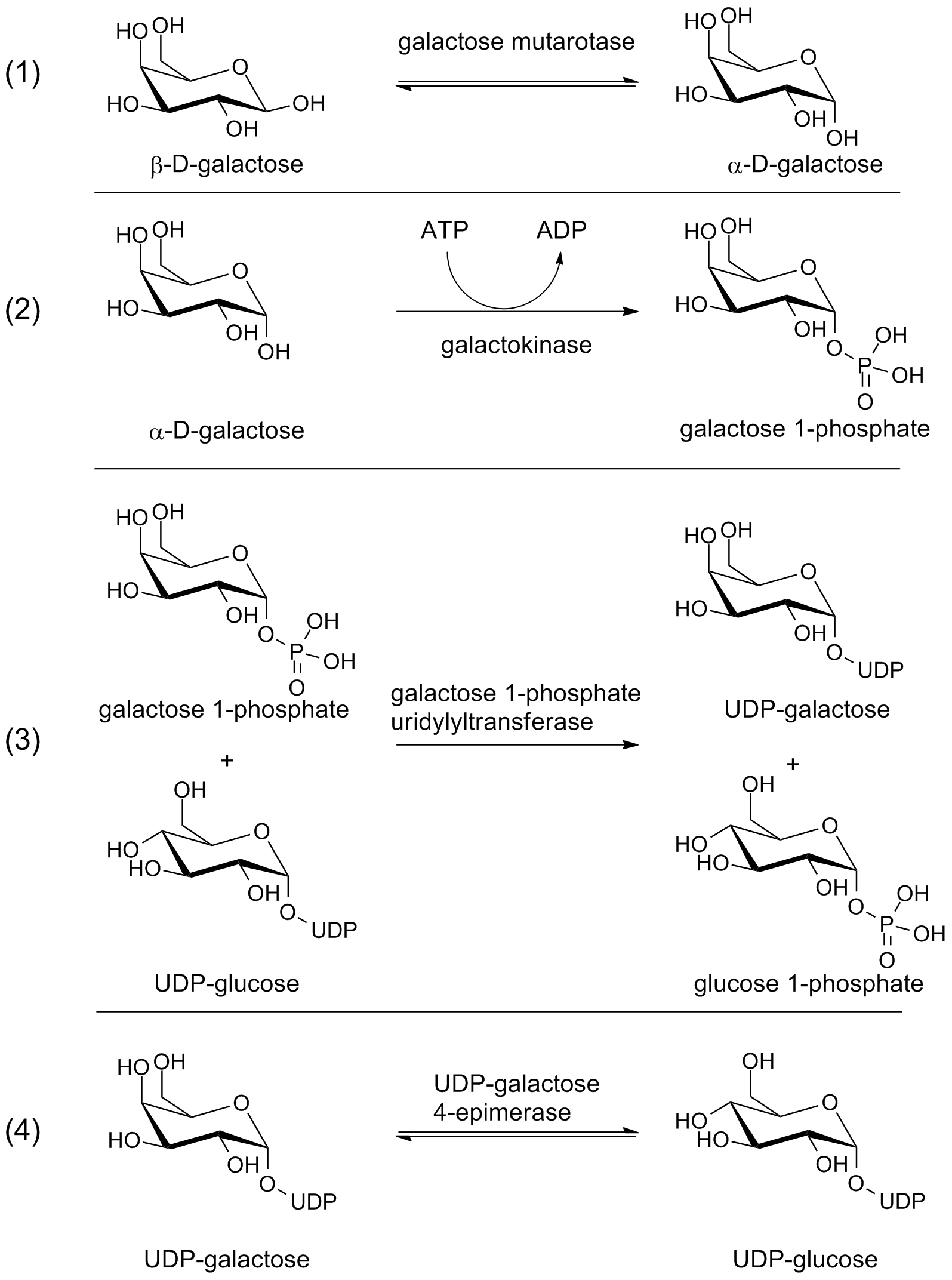
Enzimas intermediarias en la ruta de Leloir del metabolismo de la galactosa.

La ruta de Leloir es una ruta metabólica del catabolismo de la D-galactosa,es decir de la galactólisis. Fue nombrada así en honor a Luis Federico Leloir, bioquímico argentino y premio Nobel de química en 1970. En los seres humanos esta ruta metabólica se lleva a cabo principalmente en el hígado.

## Mecanismo
En un primer paso, la galactosa mutarrotasa facilita la conversión de β-D-galactosa a α-D-galactosa, ya que esta es la forma en que resulta activa para la ruta. A continuación, la α-D-galactosa se fosforila por medio de la galactoquinasa para formar galactosa 1-fosfato. En el tercer paso, la D-galactosa-1-fosfato uridiltransferasa convierte a la galactosa 1-fosfato en UDP-galactosa utilizando UDP-glucosa como fuente de uridina difosfato. Finalmente, la UDP-galactosa 4-epimerasa recicla la  UDP-galactosa a UDP-glucosa para la reacción de transferencia. Adicionalmente, la fosfoglucomutasa convierte a la D-glucosa 1-fosfato en D-glucosa 6-fosfato.

## Defectos metabólicos
Existen tres tipos de defectos metabólicos en el catabolismo de la galactosa
| Nombre                                                | Enzima                                 | Descripción |
| Deficiencia de galactoquinasa                         | Galactoquinasa                         | Provoca cataratas, las cuales son tratables restringiendo la ingesta de galactosa con la dieta. |
| Deficiencia de UDP-galactosa-4-epimerasa              | UDP-galactosa-4-epimerasa              | Es extremadamente rara, sólo se han reportado 2 casos. Provoca sordera por daño en el nervio vestibulococlear (sordera neuropática). |
| Deficiencia de galactosa-1-fosfato uridil transferasa | Galactosa-1-fosfato uridil transferasa | Es la más problemática, ya que las dietas libres de galactosa no son efectivas para tratar las deficiencias neurocognitivas (en particular los desórdenes del habla tales como la dispraxia verbal) y fallo ovárico. Si se administra una dieta libre de galactosa, las cataratas y los síntomas agudos tales como las fallas renales y hepática; responden inmediatamente. |